# Молотніковське сільське поселення
Мо́лотніковське сільське поселення (рос. Молотниковское сельское поселение) — адміністративна одиниця у складі Котельницького району Кіровської області Росії. Адміністративний центр поселення — село Молотниково.

## Історія
Станом на 2002 рік на території сучасного поселення існували такі адміністративні одиниці:
- Молотніковський сільський округ (село Молотніково, присілки Бусигіни, Вагіни, Галкіни, Димково, Казаровщина, Крюкови, Лукінщина, Мухлинічі, Окулови, Щеннікови)

Поселення було утворене згідно із законом Кіровської області від 7 грудня 2004 року № 284-ЗО у рамках муніципальної реформи шляхом перетворення Молотніковського сільського округу.

## Населення
Населення поселення становить 363 особи (2017; 374 у 2016, 400 у 2015, 398 у 2014, 422 у 2013, 436 у 2012, 443 у 2010, 599 у 2002).

## Склад
До складу поселення входять 11 населених пунктів:
| Населений пункт       | Населення, осіб (2002) | Населення, осіб (2010) |
| --------------------- | ---------------------- | ---------------------- |
| Бусигіни, присілок    | 32                     | 24                     |
| Вагіни, присілок      | 1                      | 2                      |
| Галкіни, присілок     | 3                      | 1                      |
| Димково, присілок     | 1                      | 2                      |
| Казаровщина, присілок | 12                     | 12                     |
| Крюкови, присілок     | 33                     | 22                     |
| Лукінщина, присілок   | 0                      | 0                      |
| Молотніково, село     | 505                    | 376                    |
| Мухлиничі, присілок   | 7                      | 3                      |
| Окулови, присілок     | 3                      | 1                      |
| Щеннікови, присілок   | 2                      | 0                      |